# جيسي جيمس هوليوود
جيسي جيمس هوليوود (بالإنجليزية: Jesse James Hollywood)‏ هو مهرب مخدرات أمريكي، ولد في 28 يناير 1980 في West Hills, Los Angeles ‏ في الولايات المتحدة.